# Lasse Wellander
Lasse Wellander (18 juin 1952 à Nora– 7 avril 2023,,,) est le guitariste suédois du groupe ABBA,.

## Biographie
Il est le fils d'Åke Wellander et d'Anne-Marie, née Eriksson. Il a commencé sa carrière professionnelle à l'âge de 16 ans dans Peps & Blues Quality et a depuis travaillé avec un large éventail d'artistes, à la fois en studio et dans divers contextes en direct et à la télévision,. En mars 2020, il était enregistré par SAMI (Svenska Artisters och Musikers Intresseorganisation) pour une participation à 6 331 œuvres (titres), réparties sur 1 698 albums différents.

### Carrière musicale
Wellander a joué dans Peps & Blues Quality à partir de l'été 1968. Au printemps 1970, Peps met fin à la collaboration pour des raisons de santé et Blues Quality se dissout quelque temps plus tard. Le groupe se reforme sous le nom de Nature avec Mats Ronander comme chanteur/municipaliste,. Après la dissolution de Nature en 1977, Mats Ronander et Wellander forment le groupe Wellander & Ronander,.
Nature tourne avec Pugh Rogefeldt en 1972. Ils ont également accompagné Ted Gärdestad lors de ses tournées Folkpark en 1973, 1974 et 1976,,. Ils ont également joué avec Göran Fristorp pendant l'été 1975 et avec Ulf Lundell en 1976-1977.
Wellander participe à la plupart des enregistrements d'ABBA et à leurs tournées en 1975, 1977, 1979 et 1980,,.
La collaboration avec Andersson et Ulvaeus s'est poursuivie après ABBA, notamment dans le cadre du projet Chess et des bandes originales des deux films Mamma Mia. Il apparaît également sur l'album Voyage d'ABBA, sorti en 2021.
Dans les années 1980, Wellander a joué dans Zkiffz 1980, Little Mike and the Sweet Soul Music Band 1983-1986, Stockholm All Stars 1985-1988 et Low Budget Blues Band 1983-1994. Il a remplacé le guitariste de Vikingarna au printemps et à l'été 2004.
Wellander a participé en tant que guitariste au Melodifestivalen pendant de nombreuses années au cours des années 1980 et 1990, qui à l'époque était joué avec un orchestre.
Wellander a publié plusieurs albums solo dans les années 1970, 1980 et 1990, principalement des albums instrumentaux. Sa version de Romans, extrait de Suite Pastorale, opus 19 de Lars-Erik Larsson, a passé quatre semaines sur Svensktoppen 1985-1986, et Anthem, extrait de la comédie musicale Chess, a passé quinze semaines 1992-1993, culminant à la troisième place,,.
En 2017, après de nombreuses années sans publier sa propre musique, il recommence à publier de nouveaux enregistrements, principalement pour une publication sur Spotify, Apple Music et d'autres plateformes de streaming.
En 2021, avec l'auteur Lars Fallgren de Nora, il publie sa première chanson pour enfants sur CD, avec Lena Larsson, la partenaire de Wellander, qui chante et Kristian Lakeson de Siggeboda qui joue du piano.

## Prix et distinctions
- 2005 – Albin Hagströms Minnespris[22]
- 2018 – Svenska Musikerförbundets hederspris Studioräven[23]

## Discographie

### Albums
- 1976 – Electrocuted
- 1978 – Wellander & Ronander
- 1985 – Full hand
- 1987 – Tweed
- 1990 – Poker-face
- 1992 – Från Rickfors till Peterson-Berger
- 2018 – 2017/2018

### Singles
- 1992 – Vingar/Anthem
- 2017 – Samba Loelek
- 2017 – Out of the shadows
- 2017 – Fri som en fågel (m. Lena Larsson)
- 2017 – The Parting Glass
- 2018 – Old School Boogie
- 2018 – Ut mot öppet hav
- 2018 – In My Heart And Soul – instrumental version
- 2018 – In My Heart And Soul (m. Stefan Nykvist)
- 2018 – Postludium (m. Sophisticated Ladies)
- 2019 – Anitra's Dance (Anitras dans)
- 2020 – Mellan hägg och syren
- 2020 – Is There A Chance (m. Lena Larsson)
- 2021 – Guitarism (inkl. Radio Edit-version)
- 2021 – Nostalgia
- 2021 – O helga natt
- 2022 – Overdrive
- 2022 – Merry-Go-Round
- 2022 – Oh Come, All Ye Faithful